# Gonystylus affinis
Gonystylus affinis är en tibastväxtart som beskrevs av Ludwig Radlkofer. Gonystylus affinis ingår i släktet Gonystylus och familjen tibastväxter. Utöver nominatformen finns också underarten G. a. elegans.